# Eutelsat 8 West D
Eutelsat 8 West D (früher auch Sinosat 3, Xinnuo 3, ChinaSat 5C und Eutelsat 3A) war ein kommerzieller Kommunikationssatellit des Satellitenbetreibers Eutelsat.

## Geschichte
Der chinesische Satellitenbetreiber Sino Satellite Communications ließ den Satelliten als Sinosat 3 (auch Xinnuo 3) starten. Eine Trägerrakete vom Typ Langer Marsch 3 brachte ihn am 31. Mai 2007 vom Kosmodrom Xichang ins All. Er erreichte seine geosynchrone Umlaufbahn und wurde bei 125° Ost stationiert.
Im Jahr 2010 übernahm die China Satcom den Satelliten und nannte ihn in ChinaSat 5C (auch ZX-5C) um.
Die Eutelsat kaufte den Satelliten im Juli 2011, ließ ihn nach 3° Ost verschieben und benannte ihn aufgrund seiner Position Eutelsat 3A. Er fungierte dort vorerst nur Platzhalter, und als im Mai 2014 Eutelsat 3B gestartet wurde und ihn ablöste, wurde er nach 8° Ost manövriert und in Eutelsat 8 West D umbenannt.
Mittlerweile wurde er außer Betrieb genommen und in einen Friedhofsorbit gebracht.

## Technische Daten
Die Chinesische Akademie für Weltraumtechnologie, kurz CAST, baute den Satelliten auf Basis des Dong-Fang-Hong-3-Satellitenbusses. Er war mit 24 C-Band-Transpondern ausgestattet und wurde durch zwei große Solarmodule und Batterien mit Strom versorgt. Er war dreiachsenstabilisiert und besaß eine geplante Lebensdauer von 8 Jahren.